# Koja Yusuf Pașa
Koja Yusuf Pașa (în turcă Koca Yusuf Paşa; n. 1730, Georgia – d. 1800, Jeddah, Arabia Saudită) a fost un om de stat otoman. De două ori a fost marele vizir al Imperiului Otoman.

## Biografie
Koja Yusuf Pașa s-a născut în 1730 în Georgia. A fost capturat și înrobit și adus la Istanbul. S-a convertit la islam și a fost eliberat de căpitanul Hassan Effendi. A servit cu Hassan Pașa în Algeria, care l-a numit trezorier. În 1785, guvernatorul Mora l-a ridicat la gradul de vizir.
La 25 ianuarie 1786 sultanul Abdul-Hamid I l-a numit mare vizir. El a ocupat acest post până la 7 mai 1789. În timpul Războiului Ruso-Turc (1787-1792) a fost comandant șef al Imperiului Otoman. În Bătălia de la Caransebeș a învins armata Imperiului Austriac, condusă de Iosif al II-lea al Austriei în circumstanțe surprinzătoare: a venit pe câmpul de luptă abia două zile mai târziu, iar austriecii s-au omorât ca a confuziei generate de beție.
19 decembrie 1789 a fost numit în funcția de Kapudan Pașa; în 1790 a primit funcția de guvernator general al Konya, după care a fost guvernator general al Bosniei.
La 15 februarie 1791, sultanul Selim al III-lea l-a numit din nou în funcția de mare vizir. 4 mai 1792 a demisionat. În 1793 a fost numit guvernator general al Jeddei și gardian al Medinei.
Koja Yusuf Pașa a murit în 1800 în Jeddah.
În Istanbul, districtul Kabatash are încă o fântână construită cu fonduri de la Koja Yusuf Pașa.